# Chocó (departman)
Chocó je kolumbijski departman u zapadnom dijelu države na granici s Panamom. Glavni grad je Quibdó. Prema podacima iz 2005. godine u departmanu živi 441.395 stanovnika te je 23 kolumbijski departman po broju stanovnika. Sastoji se od 30 općina.

## Općine
U departmanu Chocó se nalazi 30 općina:
1. Acandí
2. Alto Baudó
3. Atrato
4. Bagadó
5. Bahía Solano
6. Bajo Baudó
7. Bojayá
8. Carmen del Darién
9. Cértegui
10. Condoto
11. El Cantón de San Pablo
12. El Carmen de Atrato
13. Istmina
14. Juradó
15. Litoral del San Juán
16. Lloró
17. Medio Atrato
18. Medio Baudó
19. Medio San Juán
20. Nóvita
21. Nuquí
22. Quibdó
23. Río Iró
24. Río Quito
25. Riosucio
26. San José del Palmar
27. Sipí
28. Tadó
29. Unguía
30. Unión Panamericana

## Vanjske poveznice
- Lokalne novine